# Francesc de Cabo Vives
Francesc de Cabo Vives (Buenos Aires,1911- Barcelona, 1997). Revolucionari i dirigent del moviment obrer català.
Nascut a Buenos Aires, el 1917 es va traslladar, amb la seva família, a Barcelona. En els anys anteriors a la Segona República es va integrar a la CNT. Va conèixer Andreu Nin i devers el 1930 va entrar a formar part de l'Esquerra Comunista. Va ser editor de la revista "El Soviet". Entrar a formar part del Bloc Obrer i Camperol. El novembre de 1931, en un moment de distanciament entre les posicions de l'Esquerra Comunista i el Bloc Obrer i Camperol, el reduït grup de membres de l'EC presents dins el BOC foren expulsats. Entre els expulsats hi havia Narcís Molins i Fàbrega, Francesc de Cabo i la seva companya Carlota Durany. Més envant, el progressiu distanciament i ruptura definitiva de l'Esquerra Comunista envers els posicionaments de Trotski varen fer possible l'acostament al Bloc Obrer i Camperol, que va culminar en la fundació del Partit Obrer d'Unificació Marxista (POUM). De Cabo va ser membre del primer comitè central del POUM.
Casat amb Carlota Durany, col·laboradora directa de Nin, amb l'esclat de la guerra civil va ser capità de la 29 Divisió dirigida per Josep Rovira. Posteriorment, amb l'assassinat d'Andreu Nin a mans d'agents d'Stalin (1937) i la persecució dels militants del POUM, s'incorporà amb nom fals com a soldat ras d'un altre cos d'exèrcit.
Un cop acabada la guerra passà a França i després es va exiliar a l'Argentina, on va dirigir importants editorials. El 1982 retornà a Catalunya, on va ocupar la presidència de la Fundació Andreu Nin, Va morir a Barcelona l'any 1997.

## Llegat
La documentació de Francesc de Cabo (1936-1990) va ser donat el 1997 al CEHI per Francesc de Cabo i es troba al Fons d'Arxiu del CRAI. Biblioteca Pavelló de la República de Barcelona